# Grand Prix automobile de Saint-Marin 1996
GP précédent GP suivant
Le Grand Prix automobile de Saint-Marin 1996 (16° Gran Premio di San Marino), disputé sur l'Autodromo Enzo e Dino Ferrari le 5 mai 1996, est la 586e épreuve de l'histoire du championnat du monde de Formule 1 courue depuis 1950 et la cinquième manche du championnat 1996.

## Essais libres

### Première séance, le vendredi
| Pos. | Pilote             | Voiture            | Chrono         | Écart     |
| ---- | ------------------ | ------------------ | -------------- | --------- |
| 1    | Michael Schumacher | Ferrari            | 1 min 28 s 831 |           |
| 2    | Rubens Barrichello | Jordan-Peugeot     | 1 min 29 s 446 | + 0 s 615 |
| 3    | Jacques Villeneuve | Williams-Renault   | 1 min 29 s 921 | + 1 s 090 |
| 4    | Mika Häkkinen      | McLaren-Mercedes   | 1 min 29 s 984 | + 1 s 153 |
| 5    | Olivier Panis      | Ligier-Mugen-Honda | 1 min 30 s 150 | + 1 s 319 |
| 6    | Damon Hill         | Williams-Renault   | 1 min 30 s 415 | + 1 s 584 |

### Deuxième séance, le samedi
| Pos. | Pilote             | Voiture          | Chrono         | Écart     |
| ---- | ------------------ | ---------------- | -------------- | --------- |
| 1    | Damon Hill         | Williams-Renault | 1 min 27 s 092 |           |
| 2    | Michael Schumacher | Ferrari          | 1 min 27 s 095 | + 0 s 003 |
| 3    | Jacques Villeneuve | Williams-Renault | 1 min 27 s 277 | + 0 s 185 |
| 4    | David Coulthard    | McLaren-Mercedes | 1 min 27 s 577 | + 0 s 485 |
| 5    | Mika Häkkinen      | McLaren-Mercedes | 1 min 27 s 814 | + 0 s 722 |
| 6    | Eddie Irvine       | Ferrari          | 1 min 28 s 060 | + 0 s 968 |

## Résultats des qualifications

### Grille de départ du Grand Prix
| Pos.                                                                                      | No | Pilote                | Écurie             | Temps          | Écart     |
| ----------------------------------------------------------------------------------------- | -- | --------------------- | ------------------ | -------------- | --------- |
| 1                                                                                         | 1  | Michael Schumacher    | Ferrari            | 1 min 26 s 890 |           |
| 2                                                                                         | 5  | Damon Hill            | Williams-Renault   | 1 min 27 s 105 | + 0 s 215 |
| 3                                                                                         | 6  | Jacques Villeneuve    | Williams-Renault   | 1 min 27 s 220 | + 0 s 330 |
| 4                                                                                         | 8  | David Coulthard       | McLaren-Mercedes   | 1 min 27 s 688 | + 0 s 789 |
| 5                                                                                         | 3  | Jean Alesi            | Benetton-Renault   | 1 min 28 s 009 | + 1 s 119 |
| 6                                                                                         | 2  | Eddie Irvine          | Ferrari            | 1 min 28 s 205 | + 1 s 315 |
| 7                                                                                         | 4  | Gerhard Berger        | Benetton-Renault   | 1 min 28 s 336 | + 1 s 446 |
| 8                                                                                         | 19 | Mika Salo             | Tyrrell-Yamaha     | 1 min 28 s 423 | + 1 s 533 |
| 9                                                                                         | 11 | Rubens Barrichello    | Jordan-Peugeot     | 1 min 28 s 635 | + 1 s 742 |
| 10                                                                                        | 15 | Heinz-Harald Frentzen | Sauber-Ford        | 1 min 28 s 785 | + 1 s 895 |
| 11                                                                                        | 7  | Mika Häkkinen         | McLaren-Mercedes   | 1 min 29 s 079 | + 2 s 189 |
| 12                                                                                        | 12 | Martin Brundle        | Jordan-Peugeot     | 1 min 29 s 099 | + 2 s 209 |
| 13                                                                                        | 9  | Olivier Panis         | Ligier-Mugen-Honda | 1 min 29 s 472 | + 2 s 582 |
| 14                                                                                        | 17 | Jos Verstappen        | Arrows-Hart        | 1 min 29 s 539 | + 2 s 649 |
| 15                                                                                        | 14 | Johnny Herbert        | Sauber-Ford        | 1 min 29 s 541 | + 2 s 651 |
| 16                                                                                        | 18 | Ukyo Katayama         | Tyrrell-Yamaha     | 1 min 29 s 892 | + 3 s 002 |
| 17                                                                                        | 10 | Pedro Diniz           | Ligier-Mugen-Honda | 1 min 29 s 898 | + 3 s 009 |
| 18                                                                                        | 20 | Pedro Lamy            | Minardi-Ford       | 1 min 30 s 471 | + 3 s 581 |
| 19                                                                                        | 21 | Giancarlo Fisichella  | Minardi-Ford       | 1 min 30 s 814 | + 3 s 924 |
| 20                                                                                        | 16 | Ricardo Rosset        | Arrows-Hart        | 1 min 31 s 316 | + 4 s 426 |
| 21                                                                                        | 23 | Luca Badoer           | Forti-Ford         | 1 min 32 s 037 | + 5 s 147 |
| Temps minimal à réaliser pour la qualification : 1 min 32 s 685 (107 % de 1 min 26 s 890) |    |                       |                    |                |           |
| Nq.                                                                                       | 22 | Andrea Montermini     | Forti-Ford         | 1 min 33 s 685 | + 6 s 795 |

- Andrea Montermini n'est pas autorisé à prendre le départ de la course, le pilote Forti Corse ayant terminé les qualifications au-delà des 107 % du meilleur temps de Michael Schumacher. Il n'est pas repêché par les commissaires de course car il n'est jamais allé en deçà des 107 % durant les deux séances d'essais libres.

## Warm up, le dimanche matin
| Pos. | Pilote             | Voiture          | Chrono         | Écart     |
| ---- | ------------------ | ---------------- | -------------- | --------- |
| 1    | Damon Hill         | Williams-Renault | 1 min 28 s 028 |           |
| 2    | Jacques Villeneuve | Williams-Renault | 1 min 28 s 700 | + 0 s 672 |
| 3    | David Coulthard    | McLaren-Mercedes | 1 min 29 s 021 | + 0 s 993 |
| 4    | Michael Schumacher | Ferrari          | 1 min 29 s 033 | + 1 s 005 |
| 5    | Mika Häkkinen      | McLaren-Mercedes | 1 min 29 s 040 | + 1 s 012 |
| 6    | Gerhard Berger     | Benetton-Renault | 1 min 29 s 199 | + 1 s 171 |

## Classement
| Pos. | No | Pilote                | Écurie             | Tours | Temps/Abandon                      | Grille | Points |
| ---- | -- | --------------------- | ------------------ | ----- | ---------------------------------- | ------ | ------ |
| 1    | 5  | Damon Hill            | Williams-Renault   | 63    | 1 h 35 min 26 s 156 (193,761 km/h) | 2      | 10     |
| 2    | 1  | Michael Schumacher    | Ferrari            | 63    | + 16 s 460                         | 1      | 6      |
| 3    | 4  | Gerhard Berger        | Benetton-Renault   | 63    | + 46 s 891                         | 7      | 4      |
| 4    | 2  | Eddie Irvine          | Ferrari            | 63    | + 1 min 01 s 583                   | 6      | 3      |
| 5    | 11 | Rubens Barrichello    | Jordan-Peugeot     | 63    | + 1 min 18 s 490                   | 9      | 2      |
| 6    | 3  | Jean Alesi            | Benetton-Renault   | 62    | + 1 tour                           | 5      | 1      |
| 7    | 10 | Pedro Diniz           | Ligier-Mugen-Honda | 62    | + 1 tour                           | 17     |        |
| 8    | 7  | Mika Häkkinen         | McLaren-Mercedes   | 61    | Moteur                             | 11     |        |
| 9    | 20 | Pedro Lamy            | Minardi-Ford       | 61    | + 2 tours                          | 18     |        |
| 10   | 22 | Luca Badoer           | Forti-Ford         | 59    | + 4 tours                          | 21     |        |
| 11   | 6  | Jacques Villeneuve    | Williams-Renault   | 57    | Suspension                         | 3      |        |
| Abd. | 9  | Olivier Panis         | Ligier-Mugen-Honda | 54    | Boîte de vitesses                  | 13     |        |
| Abd. | 18 | Ukyo Katayama         | Tyrrell-Yamaha     | 45    | Transmission                       | 16     |        |
| Abd. | 8  | David Coulthard       | McLaren-Mercedes   | 44    | Boîte de vitesses                  | 4      |        |
| Abd. | 16 | Ricardo Rosset        | Arrows-Hart        | 40    | Moteur                             | 20     |        |
| Abd. | 17 | Jos Verstappen        | Arrows-Hart        | 38    | Ravitaillement                     | 14     |        |
| Abd. | 12 | Martin Brundle        | Jordan-Peugeot     | 36    | Sortie de piste                    | 12     |        |
| Abd. | 15 | Heinz-Harald Frentzen | Sauber-Ford        | 32    | Freins                             | 10     |        |
| Abd. | 21 | Giancarlo Fisichella  | Minardi-Ford       | 30    | Moteur                             | 19     |        |
| Abd. | 14 | Johnny Herbert        | Sauber-Ford        | 25    | Panne électrique                   | 15     |        |
| Abd. | 19 | Mika Salo             | Tyrrell-Yamaha     | 23    | Moteur                             | 8      |        |
| Nq.  | 23 | Andrea Montermini     | Forti-Ford         |       | Non qualifié                       |        |        |

## Pole position et record du tour
- Pole position :  Michael Schumacher en 1 min 26 s 890 (vitesse moyenne : 202,684 km/h).
- Meilleur tour en course :  Damon Hill en 1 min 28 s 931 au 49e tour (vitesse moyenne : 198,032 km/h).

## Tours en tête
- David Coulthard : 19 tours (1-19)
- Michael Schumacher : 1 tour (20)
- Damon Hill : 43 tours (21-63)

## Classements généraux à l'issue de la course
| Pos. | Pilote             | Écurie             | Points |
| ---- | ------------------ | ------------------ | ------ |
| 1    | Damon Hill         | Williams-Renault   | 43     |
| 2    | Jacques Villeneuve | Williams-Renault   | 22     |
| 3    | Michael Schumacher | Ferrari            | 16     |
| 4    | Jean Alesi         | Benetton-Renault   | 11     |
| 5    | Eddie Irvine       | Ferrari            | 9      |
| 6    | Gerhard Berger     | Benetton-Renault   | 7      |
| 7    | Rubens Barrichello | Jordan-Peugeot     | 7      |
| 8    | Mika Häkkinen      | McLaren-Mercedes   | 5      |
| 9    | David Coulthard    | McLaren-Mercedes   | 3      |
| 10   | Mika Salo          | Tyrrell-Yamaha     | 3      |
| 11   | Martin Brundle     | Jordan-Peugeot     | 1      |
| 12   | Olivier Panis      | Ligier-Mugen-Honda | 1      |
| 13   | Jos Verstappen     | Footwork-Hart      | 1      |

| Pos. | Écurie             | Points |
| ---- | ------------------ | ------ |
| 1    | Williams-Renault   | 65     |
| 2    | Ferrari            | 25     |
| 3    | Benetton-Renault   | 18     |
| 4    | McLaren-Mercedes   | 9      |
| 5    | Jordan-Peugeot     | 8      |
| 6    | Tyrrell-Yamaha     | 3      |
| 7    | Footwork-Hart      | 1      |
| 8    | Ligier-Mugen-Honda | 1      |

## Statistiques
- 17e victoire pour Damon Hill.
- 88e victoire pour Williams en tant que constructeur.
- 79e victoire pour Renault en tant que motoriste.
- David Coulthard passe le cap des 1 000 km en tête (1 011 km).